# Gymnosporangium clavariiforme
Pour les articles homonymes, voir Rouille de l'aubépine.
Espèce
Synonymes
- Tremella clavariiformis Wulfen, 1791 (basionyme)[2]
- Podisoma juniperi-communis Fr., 1832[2]
- Podisoma clavariaeforme (Wulfen) Duby 1830[2]
- Roestelia lacerata Mérat, 1821[2]
- Aecidium laceratum DC., 1805[2]

Gymnosporangium clavariiforme est une espèce de champignons (Fungi) de l'ordre des Pucciniales et du genre Gymnosporangium. Ce microchampignon provoque la maladie cryptogamique de la rouille de l'aubépine sur l'ensemble de l'hémisphère Nord. À l'instar de nombreux agents de la rouille, il se développe en plusieurs phases successives, deux phases sur les Rosacées arborescentes, principalement les Aubépines, puis une phase sur les Genévriers.

## Phases sur Rosacées arborescentes
Dans sa phase estivale, Gymnosporangium clavariiforme produit des spermogonies ainsi que des écidies sur une partie renflée de la face inférieure de la feuille, parfois même sur un fruit. Leur péridium est cylindrique et ouvert en s'effilochant à l'extrémité. Il est composé de longues cellules en forme de prisme constituant un maillage. Leurs écidiospores sont irrégulièrement sphériques à polyédriques, tronquées, densément et grossièrement verruqueuses, présentent une paroi de 3 µm d'épaisseur et mesurent en moyenne 26 à 28 de long pour 18 à 21 µm de large,,.
Cette phase infecte principalement les Aubépines mais également les Amélanchiers, les Aronias, les Cotoneasters, le Cognassier, les Pommiers, le Néflier, le Poirier et les Sorbiers,.

Gymnosporangium clavariiforme sur Aubépine
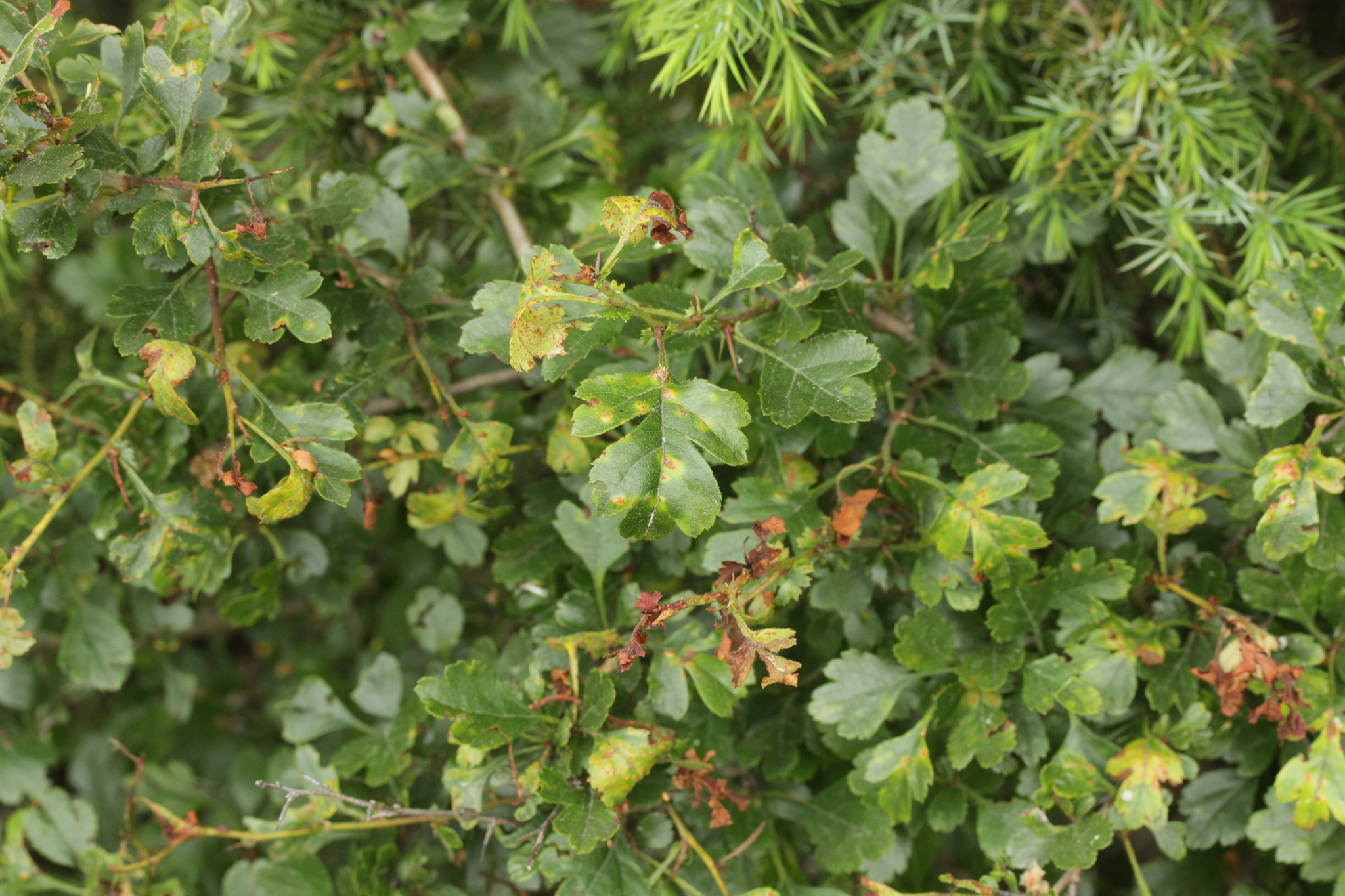
Infection générale.
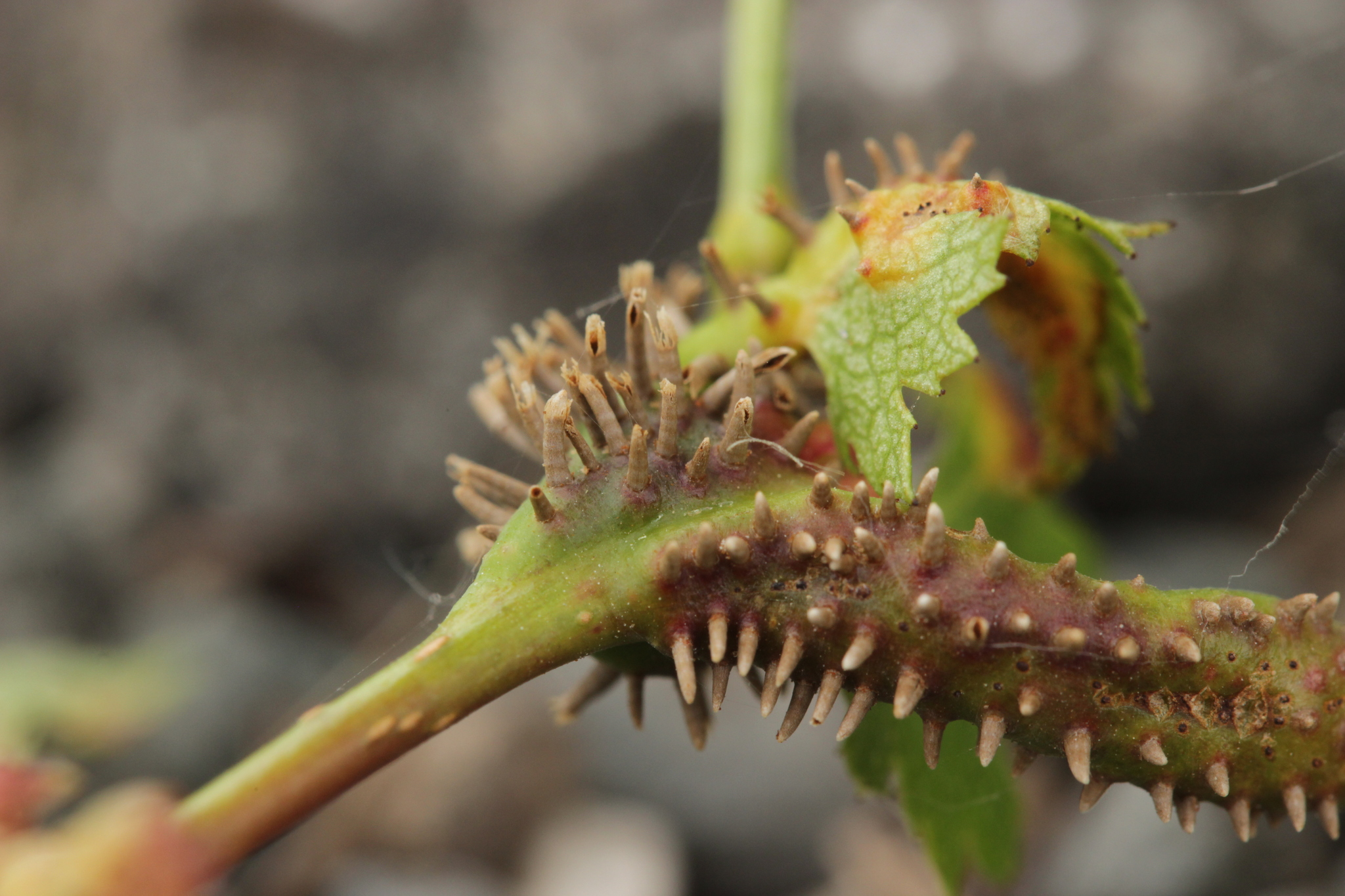
Écidies sur un pétiole.
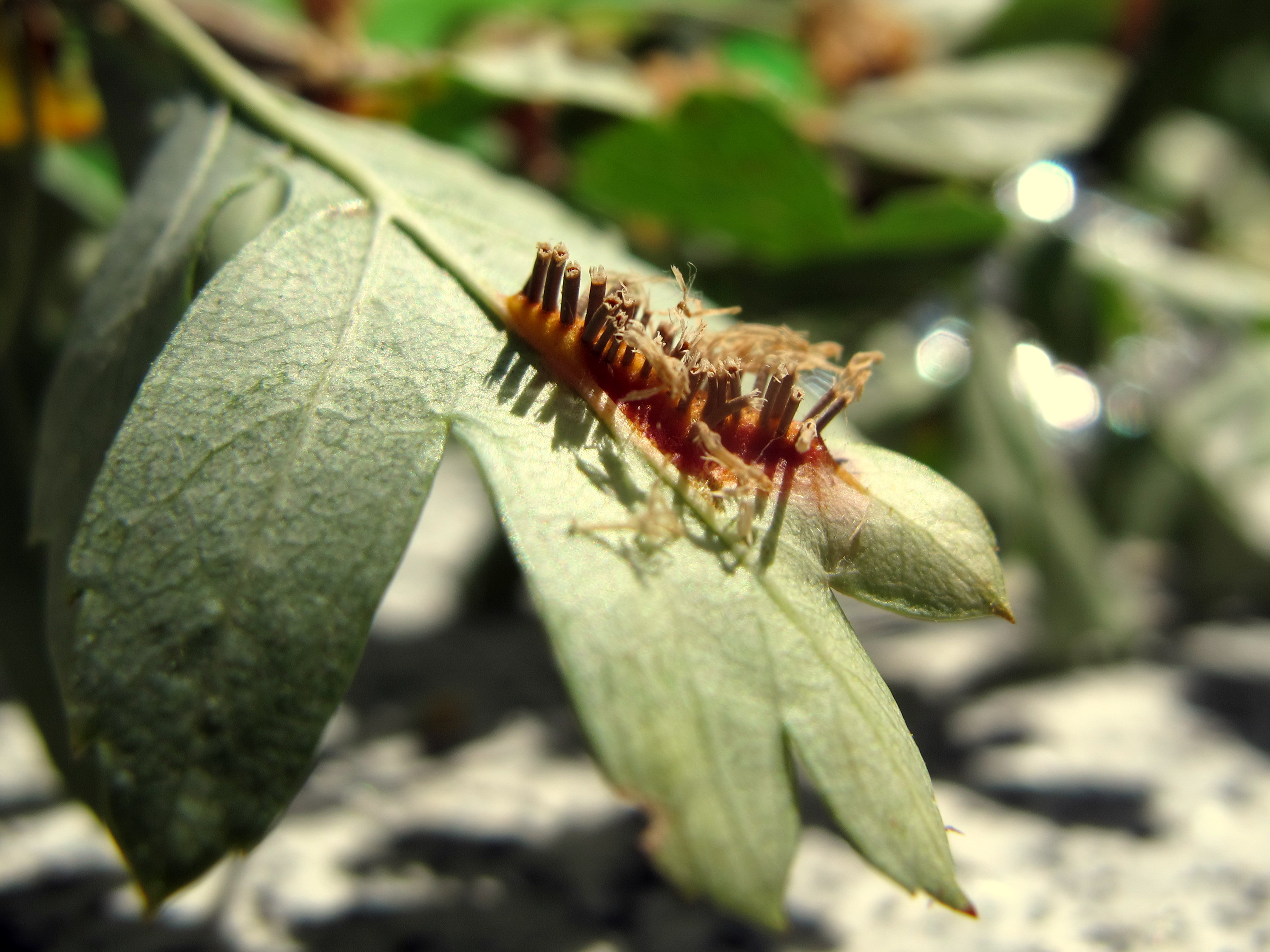
Écidie sur l'envers d'une feuille.
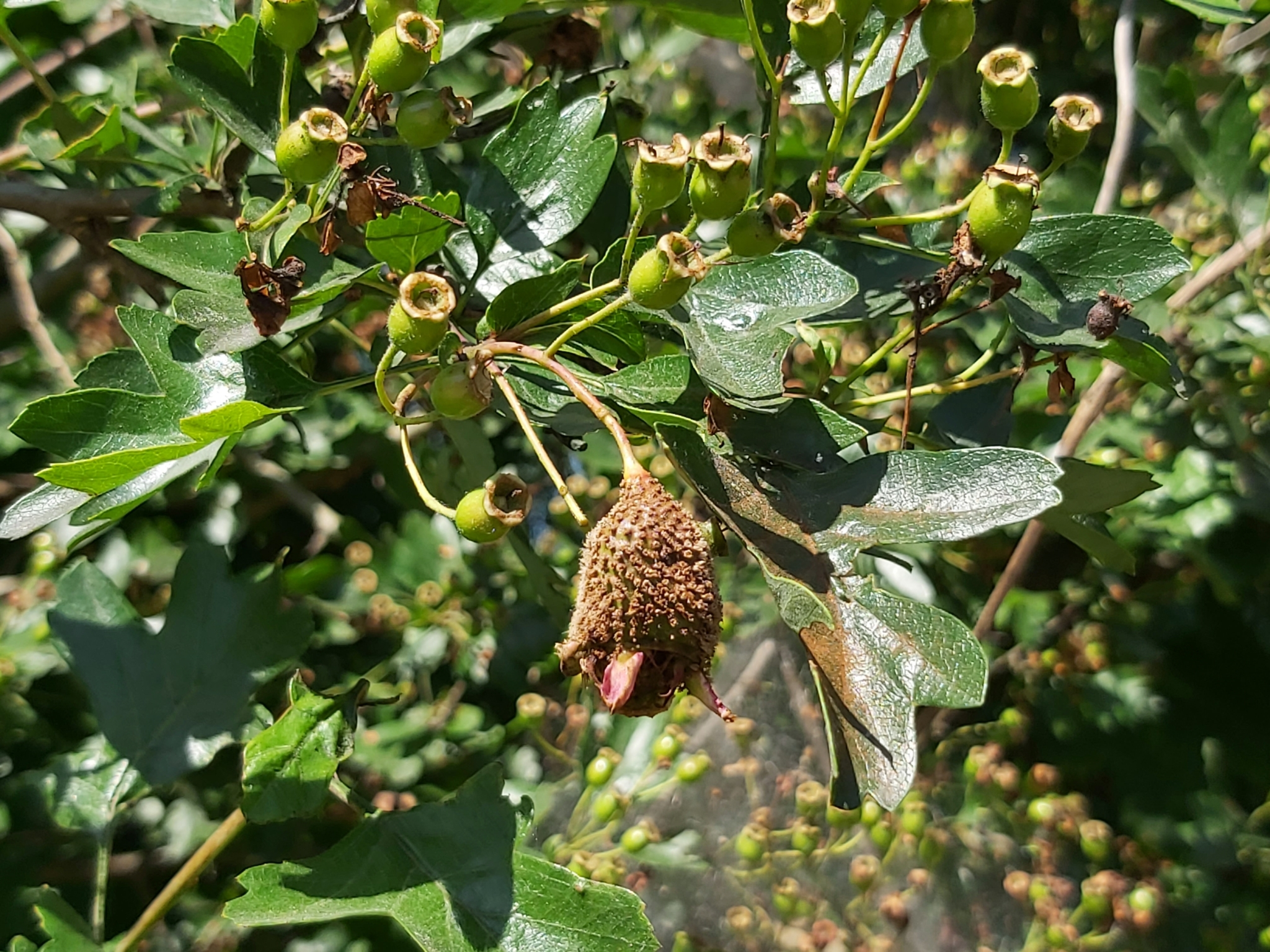
Écidies sur un fruit.
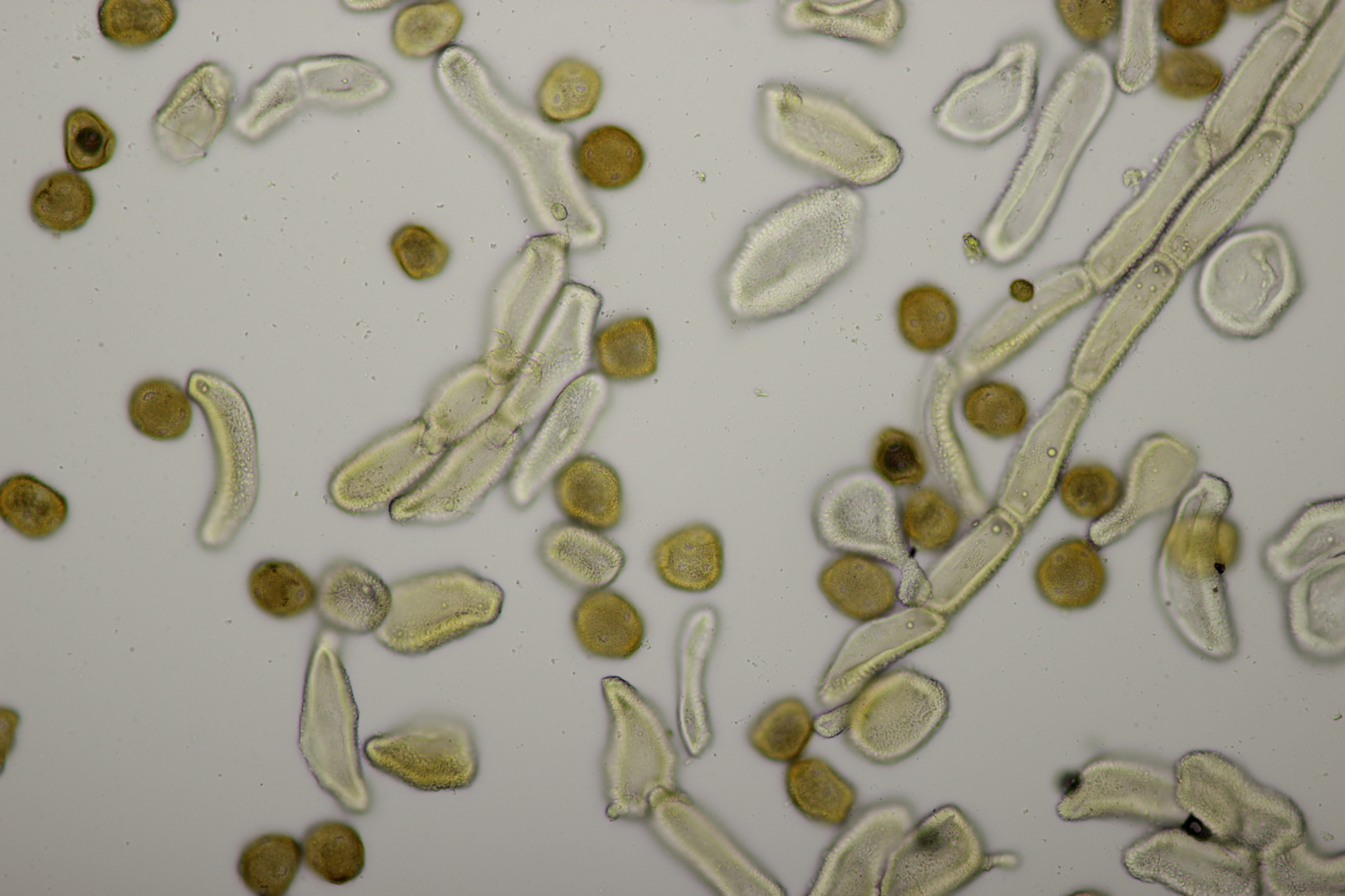
Paraphyses et écidiospores.
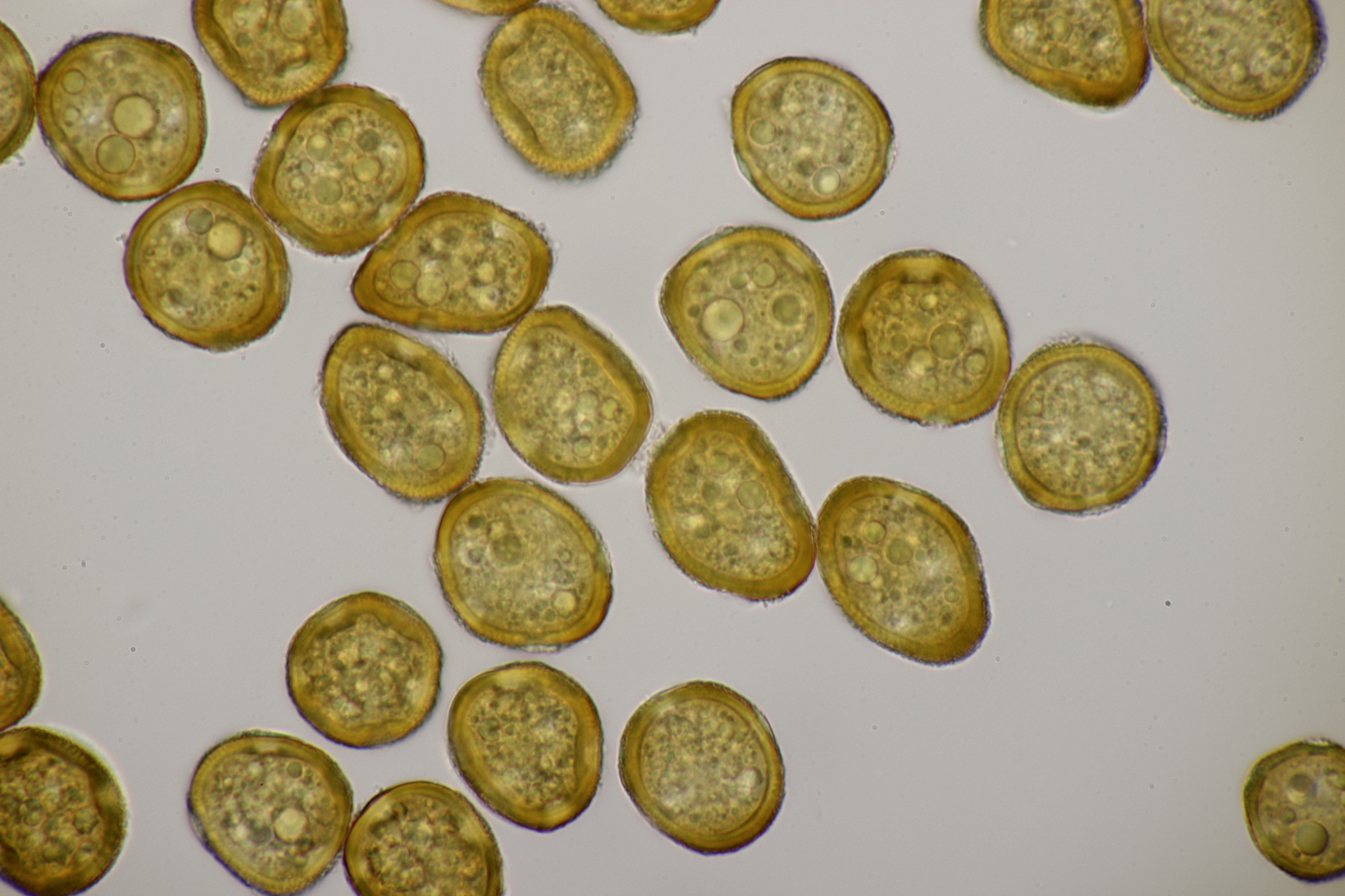
Écidiospores.

## Phase sur Genévriers
Dans sa phase printanière, G. clavariiforme produit des télies qui développent des renflements sur les branches, formant des galles et parfois des balais de sorcières . Elles sont ratatinées, cassantes et peu visibles lorsqu'elles sont sèches. En revanche, sous la pluie de printemps, elles gonflent très fortement et prennent un aspect gélatineux parfois fourchu et une couleur rouge orangé à brun jaunâtre. Ces télies mesurent 3 à 10 mm de haut pour 2 mm d'épais. Leur gonflement est le résultat de l'absorption d'eau par les pédicelles des spores. Elles produisent de longues téliospores, en forme de fuseau étroit mesurant de 50 à 120 µm de long pour 10 à 20 μm de large, chaque cellule ayant deux pores de germination près de la paroi de séparation,,.
Cette phase infecte uniquement des Genévriers, principalement le Genévrier commun et sa sous-espèce nana, mais aussi le Genévrier de Syrie, le Genévrier grec, le Cade, le Genévrier rigide et Juniperus foetidissima,.

Gymnosporangium clavariiforme sur Genévrier commun
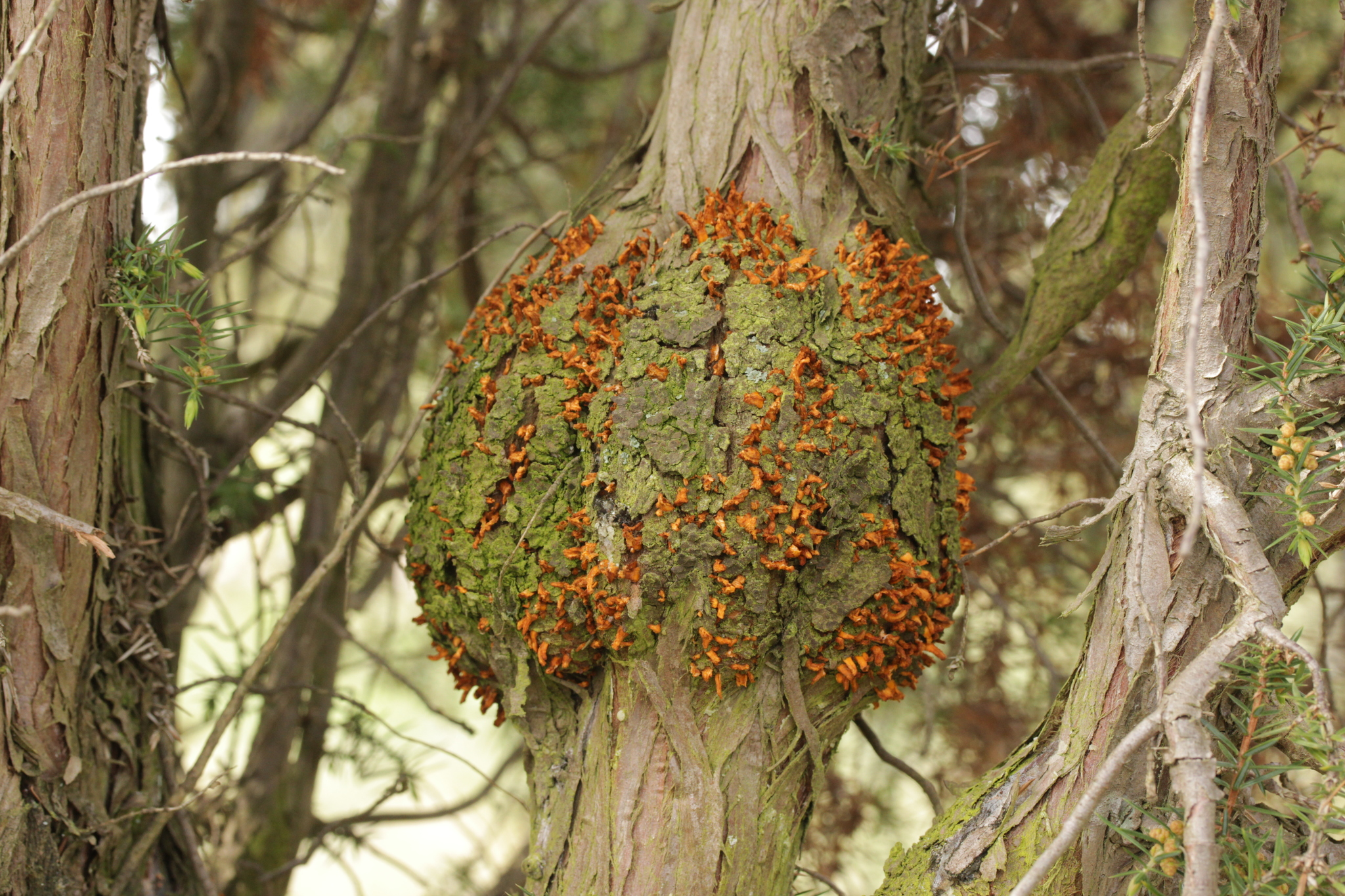
Galle.
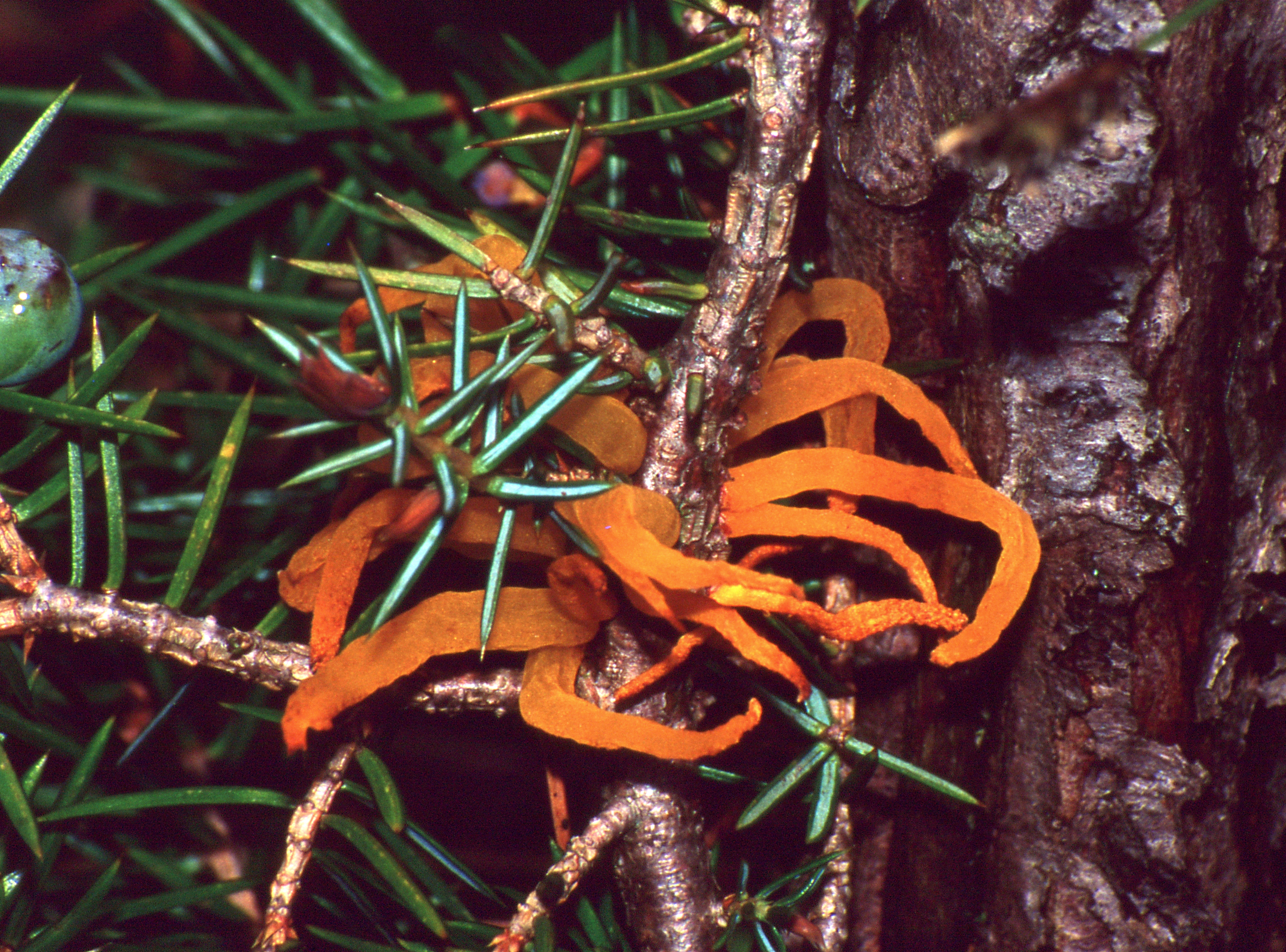
Télies.
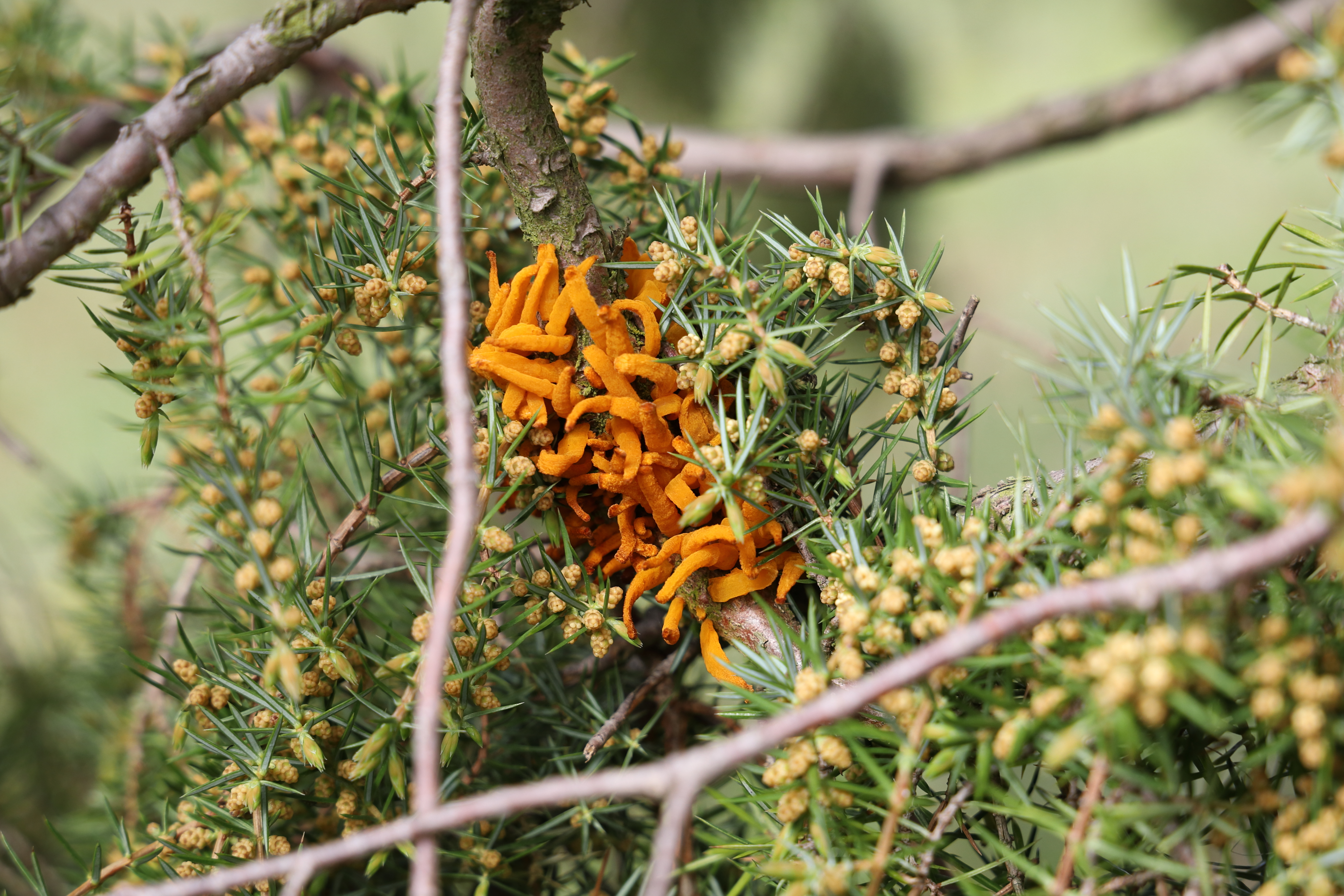
Télies.
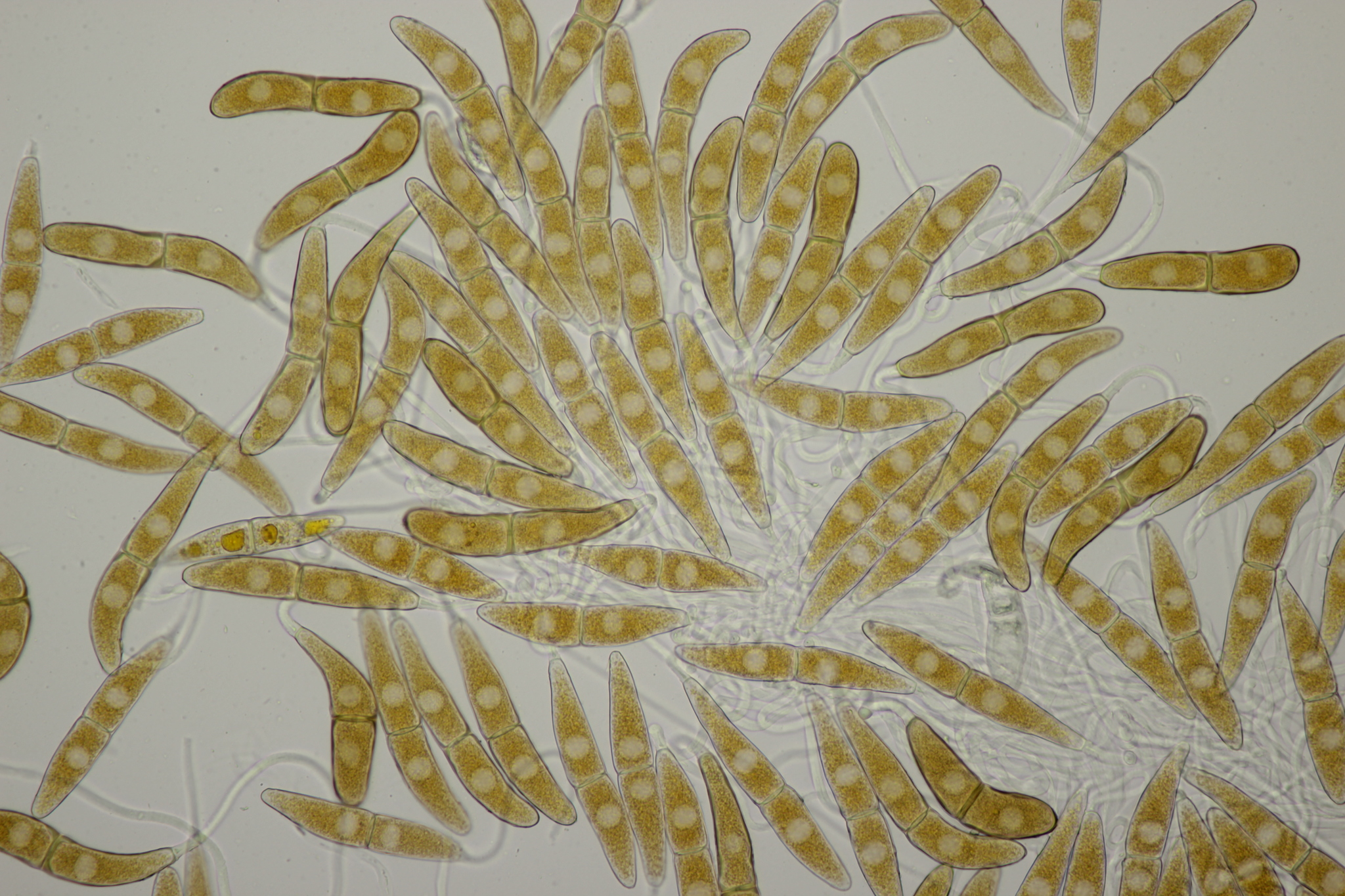
Téliospores.
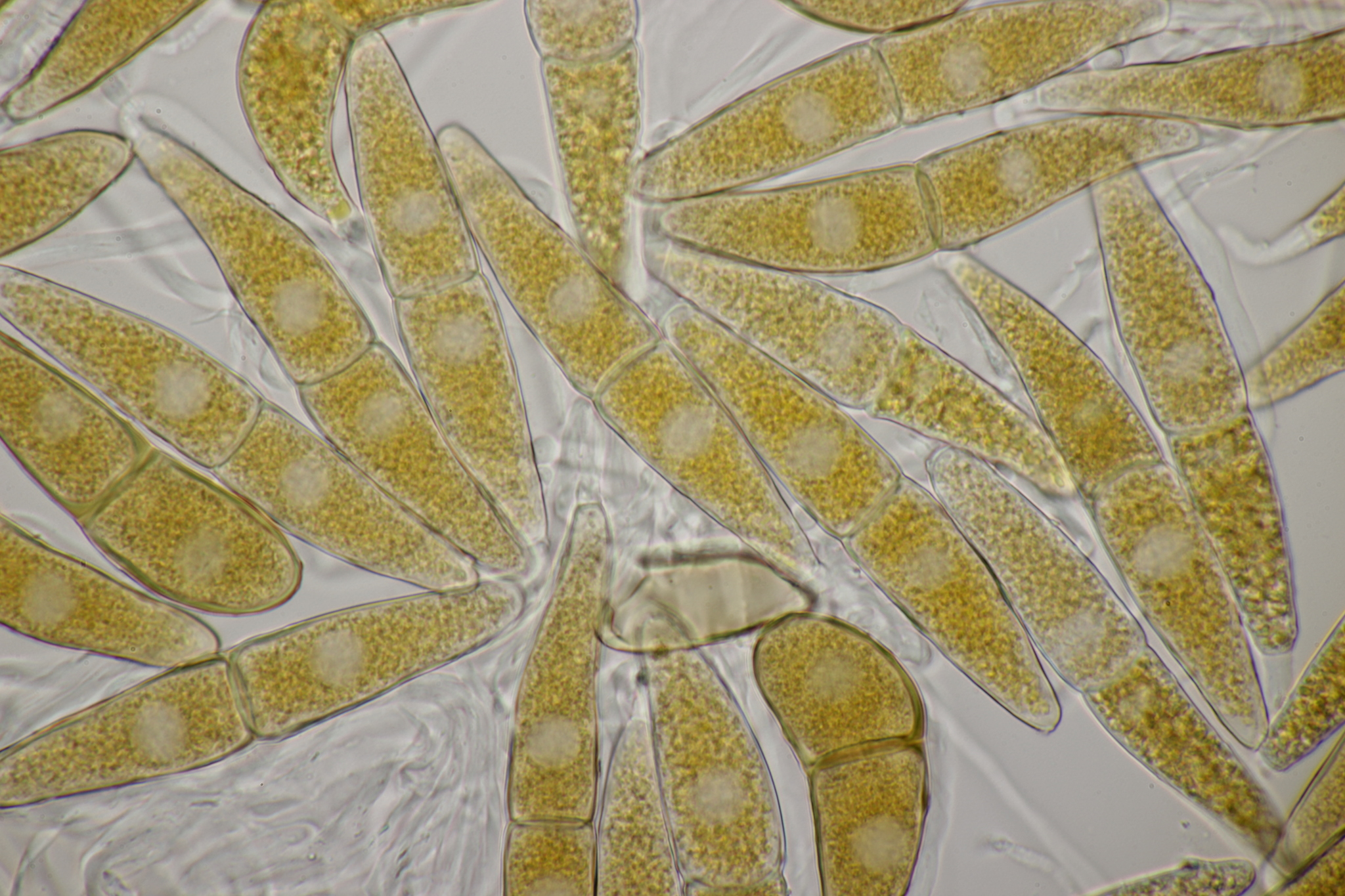
Téliospores.

## Espèces proches
Deux autres espèces de Gymnosporangium peuvent être présentes sur les Rosacées. Leurs écidies ne mesurent jamais plus de 1 à 2 mm de long. Gymnosporangium confusum a des écidies au péridium présentant des nervures obliques et longitudinales et Gymnosporangium gracile est une espèce méditerranéenne avec des écidies bosselées,.
Quant aux autres espèces de Gymnosporangium présentes sur les Genévriers, leurs télies sont plus larges que hautes. Gymnosporangium tremelloides se trouve surtout sur les renflements des grandes branches, et ses télies ressemblent à des Tremelles. Gymnosporangium cornutum présente des télies de 1 à 3 mm d'épais et Gymnosporangium amelanchieris des télies de 3 à 5 mm d'épais,.

## Mycophagie
Une espèce de diptères de la famille des Cécidomyies, Mycodiplosis gymnosporangii Kieffer, 1904, est un mycophage inféodé aux galles formées sur les Genévriers par G. clavariiforme et G. sabinae. Ses larves rouges couvertes de verrues se nourrissent en groupe du mycélium printanier. L'adulte, qui apparaît en automne, est une petite mouche aux longues pattes, son corps couleur chair mesurant 2,5 mm. L'espèce décrite depuis la France est présente en Espagne, en Bulgarie et en Grèce,.